# OUND

Emblemat OUN

Proporzec OUN

Związek Ukraińskich Nacjonalistów – Państwowców, OUND (ukr. Об'є́днання украї́нських націоналі́стів держа́вників) – międzynarodowa organizacja społeczno-polityczna, kierująca się ideologią nacjonalizmu ukraińskiego, założona w 2005 roku, oficjalnie zarejestrowana 26 kwietnia 2006 roku.

## Utworzenie organizacji
OUND pojawił się na scenie politycznej wskutek różnic wewnątrz Organizacji Ukraińskich Nacjonalistów. W 2005 roku Pawło Dorożyński wraz ze swoimi zwolennikami opuścił OUN i założył nową organizację – OUND. Nowa organizacja odziedziczyła po OUN symbolikę, hymn oraz podstawowe zasady ideologiczne.